# Pallacanestro ai II Giochi della Lusofonia - Torneo femminile
Il Campionato di pallacanestro femminile ai II Giochi della Lusofonia si è svolto dal 12 al 19 giugno 2009, a Lisbona, ed ha visto la vittoria del Portogallo.

## Risultati
Girone unico con incontri di sola andata
| Team       | Pts | V - P | Pf - Ps   | Diff |
| ---------- | --- | ----- | --------- | ---- |
| Portogallo | 8   | 4 - 0 | 251 - 204 | 47   |
| Brasile    | 7   | 3 - 1 | 235 - 186 | 49   |
| Angola     | 6   | 2 - 2 | 244 - 200 | 44   |
| Mozambico  | 5   | 1 - 3 | 256 - 246 | 10   |
| Capo Verde | 4   | 0 - 4 | 137 - 287 | -150 |

| Lisbona 12 giugno 2009 | Angola | 53 – 60 | Portogallo |  |

| Lisbona 12 giugno 2009 | Brasile | 74 – 21 | Capo Verde |  |

| Lisbona 14 giugno 2009 | Angola | 71 – 22 | Capo Verde |  |

| Lisbona 14 giugno 2009 | Portogallo | 71 – 62 | Mozambico |  |

| Lisbona 15 giugno 2009 | Brasile | 58 – 53 | Mozambico |  |

| Lisbona 15 giugno 2009 | Capo Verde | 42 – 63 | Portogallo |  |

| Lisbona 18 giugno 2009 | Capo Verde | 52 – 79 | Mozambico |  |

| Lisbona 18 giugno 2009 | Angola | 55 – 56 | Brasile |  |

| Lisbona 19 giugno 2009 | Angola | 65 – 62 | Mozambico |  |

| Lisbona 19 giugno 2009 | Portogallo | 57 – 47 | Brasile |  |

## Classifica
| - | Paese      |
| - | ---------- |
|   | Portogallo |
|   | Brasile    |
|   | Angola     |
| 4 | Mozambico  |
| 5 | Capo Verde |